# تانغ شياودان
تانغ شياودان (ولد في 22 فبراير 1910 وتوفي في21 يناير 2012) هو مخرج أفلام صيني.  في عام 1984 حصل على جائزة (Rooster Award) لأفضل مخرج .

## بعض من أفلامه
- Bai Jinlong ; 1933
- Drifting ; 1933
- The Perfect Match; 1936
- Shanghai under Fire; 1938
- Roar of the People ; 1941
- Dream in Paradise ; 1947
- Reunion After Victory; 1951
- Victory After Victory ; 1952
- Reconnaissance Across the Yangtze ; 1954
- City Without Nights ; 1957
- Aolei Yilan ; 1979
- Nanchang Uprising; 1981
- Liao Zhongkai; 1983

## روابط خارجية
- تانغ شياودان على موقع IMDb (الإنجليزية)
- تانغ شياودان على موقع كينوبويسك (الروسية)